# الخطوط الجوية الإسكندنافية الرحلة 933
الخطوط الجوية الإسكندنافية الرحلة 933 طائرة دوغلاس دي سي-8-62 كانت تحمل علي متنها 36 راكبا و9 من أفراد الطاقم في رحلة طيران من كوبنهاغن إلي لوس أنجلوس عبر سياتل في 13 يناير 1969 وبسبب خطأ الطيار وفقدان التحكم بسبب التضاريس تحطمت في خليج سانتا مونيكا ومات 15 شخصا ونجا 30 شخصا من حادث التحطم وجرح 17 شخصا في حادث التحطم.